# Grove (cràter)

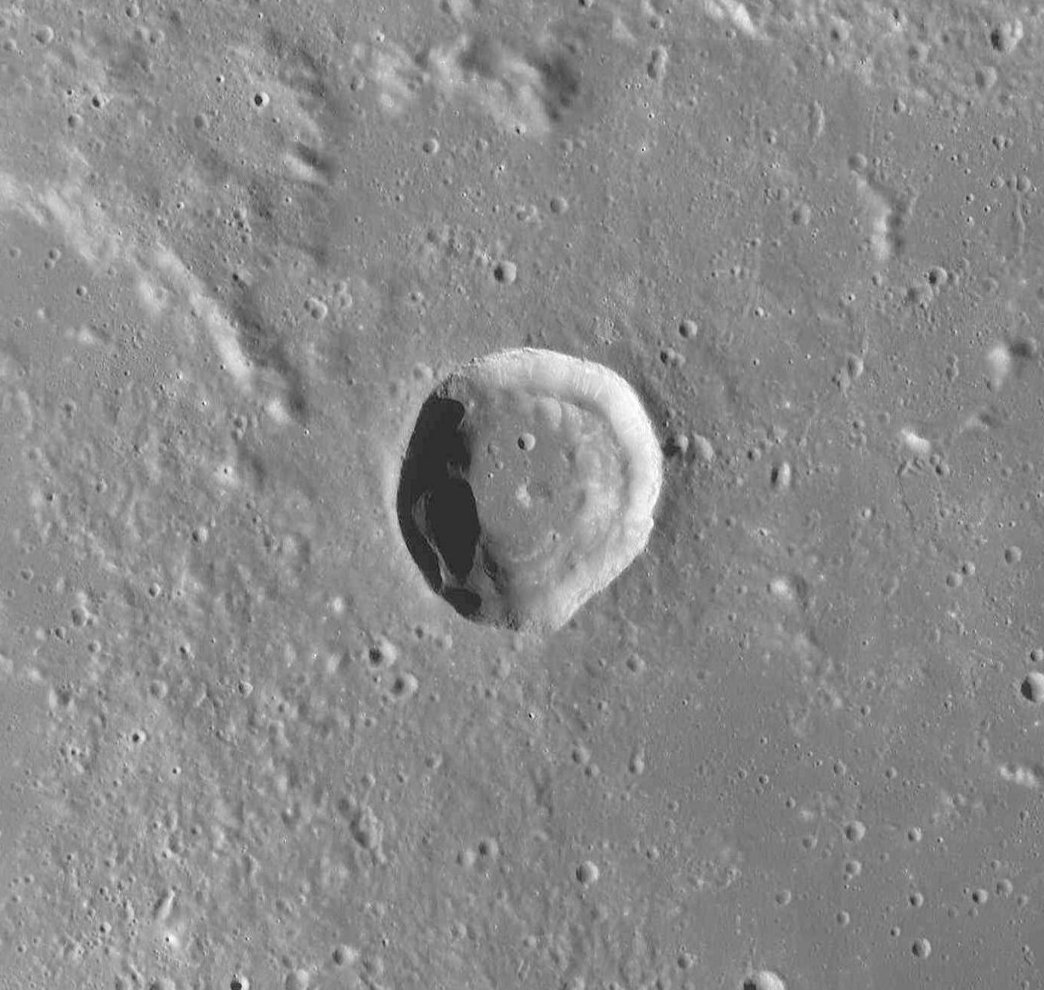
Fotografia de la missió LRO

Grove és un petit cràter d'impacte lunar que es troba a la part nord del Lacus Somniorum, al sud-est de les restes del cràter Mason. Grove és una formació de cràters relativament circular amb l'aparença d'un simple cèrcol d'arestes vives. El material no consolidat al llarg de la paret interior s'ha desplomat fins al fons, formant un anell al voltant de la base relativament plana. La planta conté uns petits impactes, però d'altra banda manca d'altres trets distintius.

## Cràters satèl·lit
Per convenció, aquests elements són identificats als mapes lunars posant la lletra al costat del punt mitjà del cràter que està més prop de Grove.
|       | \| Grove \| Coordenades \| Diàmetre \| \| ----- \| ------------------------------------ \| -------- \| \| I \| 37° 24′ N, 31° 42′ E / 37.4°N,31.7°E \| 3 km \| |          |
| Grove | Coordenades | Diàmetre |
| I     | 37° 24′ N, 31° 42′ E / 37.4°N,31.7°E | 3 km     |